# 東滑川駅
東滑川駅（ひがしなめりかわえき）は、富山県滑川市中村字亀割にある、あいの風とやま鉄道線の駅である。
2015年3月14日の北陸新幹線開業による経営移管までは、西日本旅客鉄道（JR西日本）北陸本線の駅であった。

## 歴史

東滑川駅の利用者数の少なさを特集する1965年（昭和40年）の新聞。近隣に富山地方鉄道の駅が既に存在していることなどが原因し、利用者数は開業1年目から僅少であった。

- 1943年（昭和18年）10月1日：国有鉄道北陸本線の滑川駅 - 魚津駅間に早月信号場（はやつきしんごうじょう）として開設される[1]。
- 1964年（昭和39年）11月20日：駅に昇格し、東滑川駅（旅客駅）として開業する[2]。
- 1965年（昭和40年）8月25日：富山操車場 - 泊駅間が交流電化する[3]。
- 1966年（昭和41年）8月30日：当駅 - 魚津駅間に角川信号場が開設され、当駅 - 角川信号場間が複線化する[1][3]。
- 1967年（昭和42年）8月22日：当駅 - 滑川駅間が複線化する[3]。
- 1968年（昭和43年）9月27日：角川信号場 - 魚津駅間が複線化し、角川信号場が廃止される[1][3]。
- 1971年（昭和46年）1月16日：金沢鉄道管理局が滑川市に対し当駅の無人化方針を通達する[4]。
- 1972年（昭和47年）10月2日：合理化により無人駅となる[5][6][7]。
- 1987年（昭和62年）4月1日：国鉄分割民営化により、西日本旅客鉄道（JR西日本）の駅となる[1]。
- 2015年（平成27年）
  - 3月14日：北陸新幹線金沢延伸開業に伴い、あいの風とやま鉄道の駅となる[8]。
  - 3月26日：ICカード「ICOCA」供用開始[9]。
- 2018年（平成30年）12月13日：自動券売機が設置される[10]。

## 駅構造
相対式ホーム2面2線を持つ地上駅である。駅舎と開業時のホームで構成される。あいの風とやま鉄道線の駅では、当駅のみ跨線橋が設置されておらず、上りホーム（2番線）へ行くには構内踏切を利用する。
早月信号場時代から採石場線が分岐しており、国鉄用の砕石輸送を行っていたが、採算が合わなくなり、1972年（昭和47年）10月2日より無人駅となった。あいの風とやま鉄道の駅となった現在においても無人駅となっている。便所と自動券売機が設置されている。JR西日本時代は富山地域鉄道部管理の無人駅であった。
2番線ホームの背面を富山地方鉄道本線が通っているが、富山地方鉄道側には接続駅は存在しない。

### のりば
| 番線 | 路線                  | 方向 | 行先                 |
| ---- | --------------------- | ---- | -------------------- |
| 1    | ■あいの風とやま鉄道線 | 下り | 魚津・泊・糸魚川方面 |
| 2    | ■あいの風とやま鉄道線 | 上り | 富山・金沢方面       |

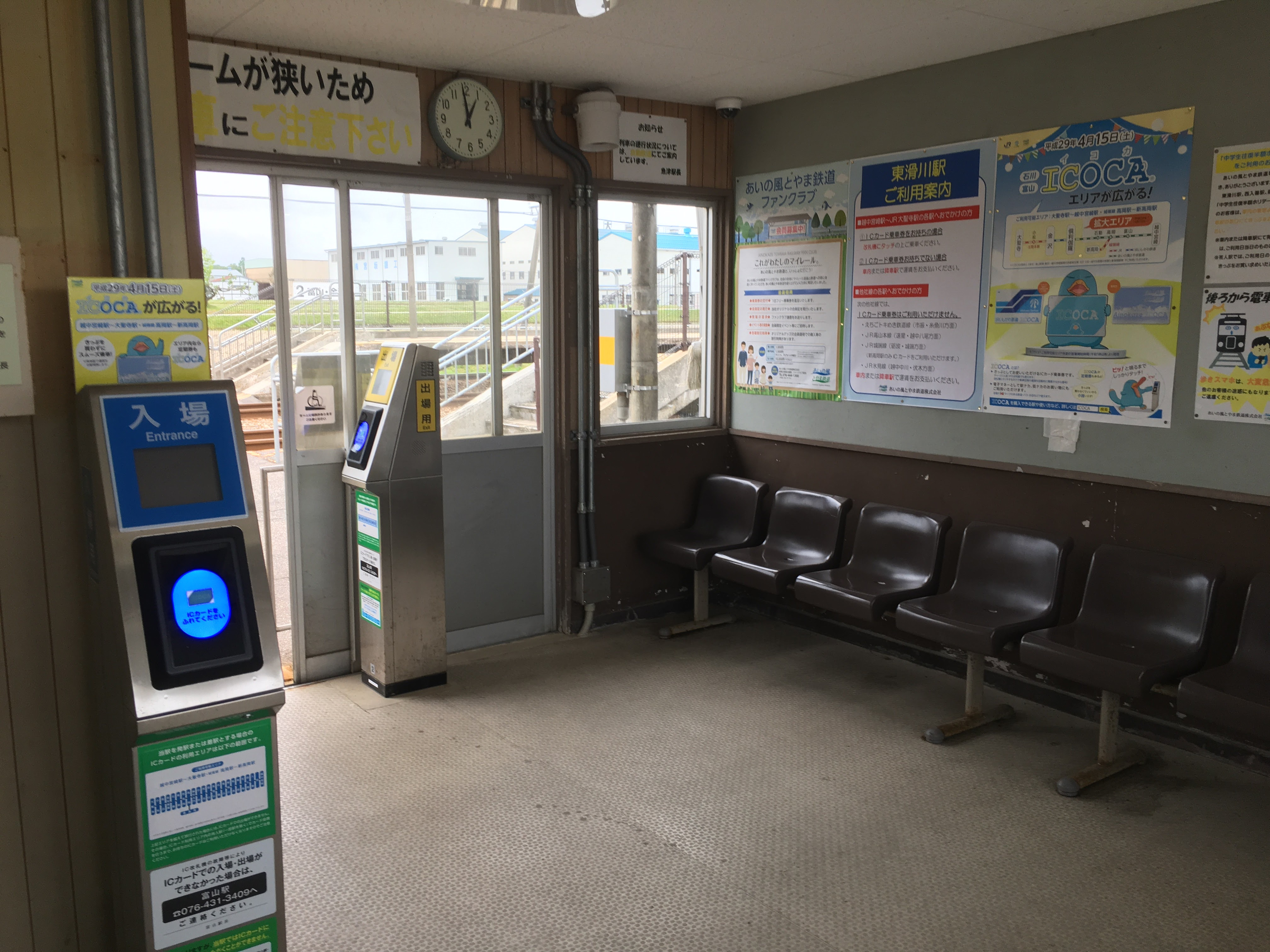
待合所
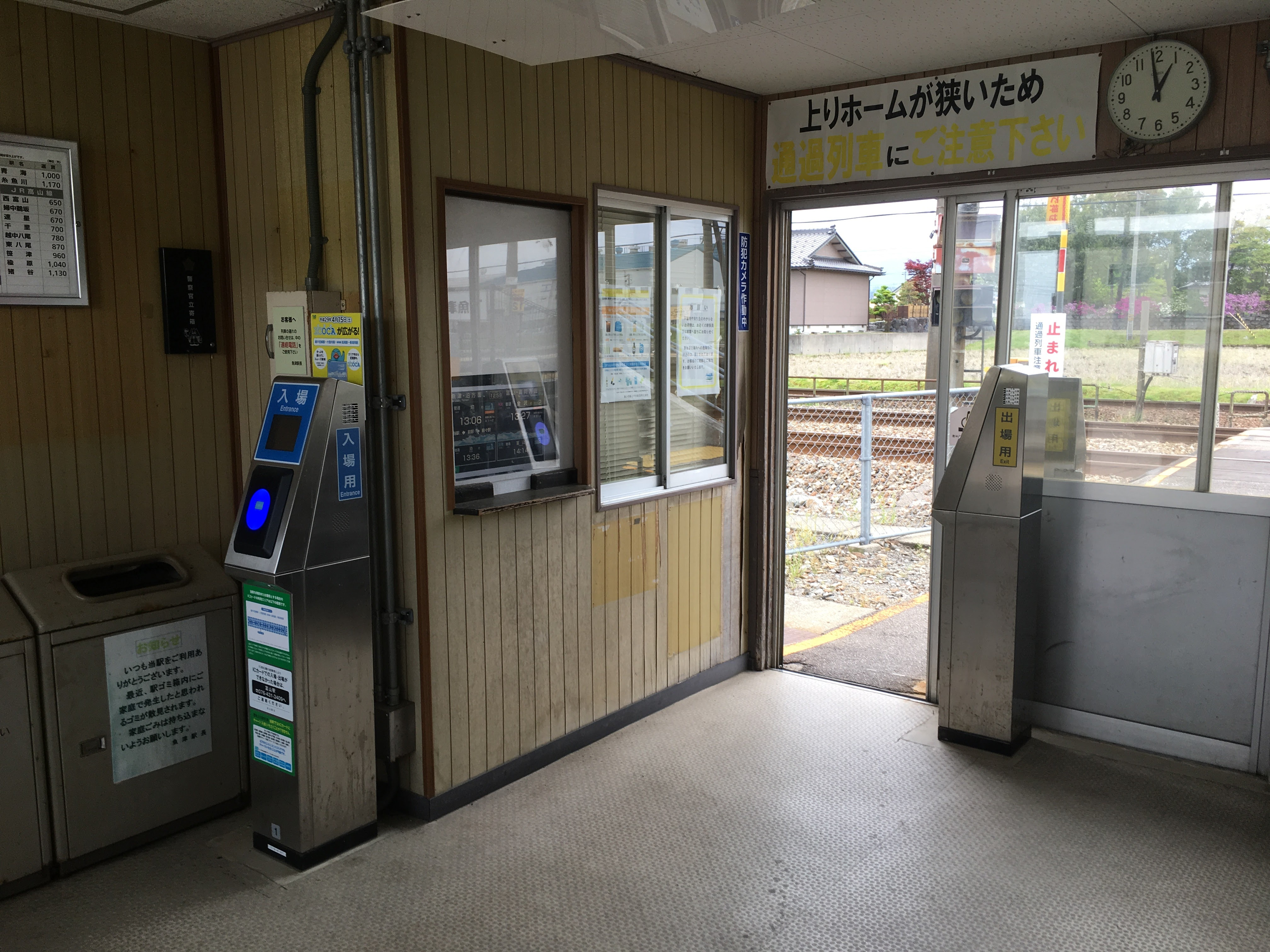
出札口
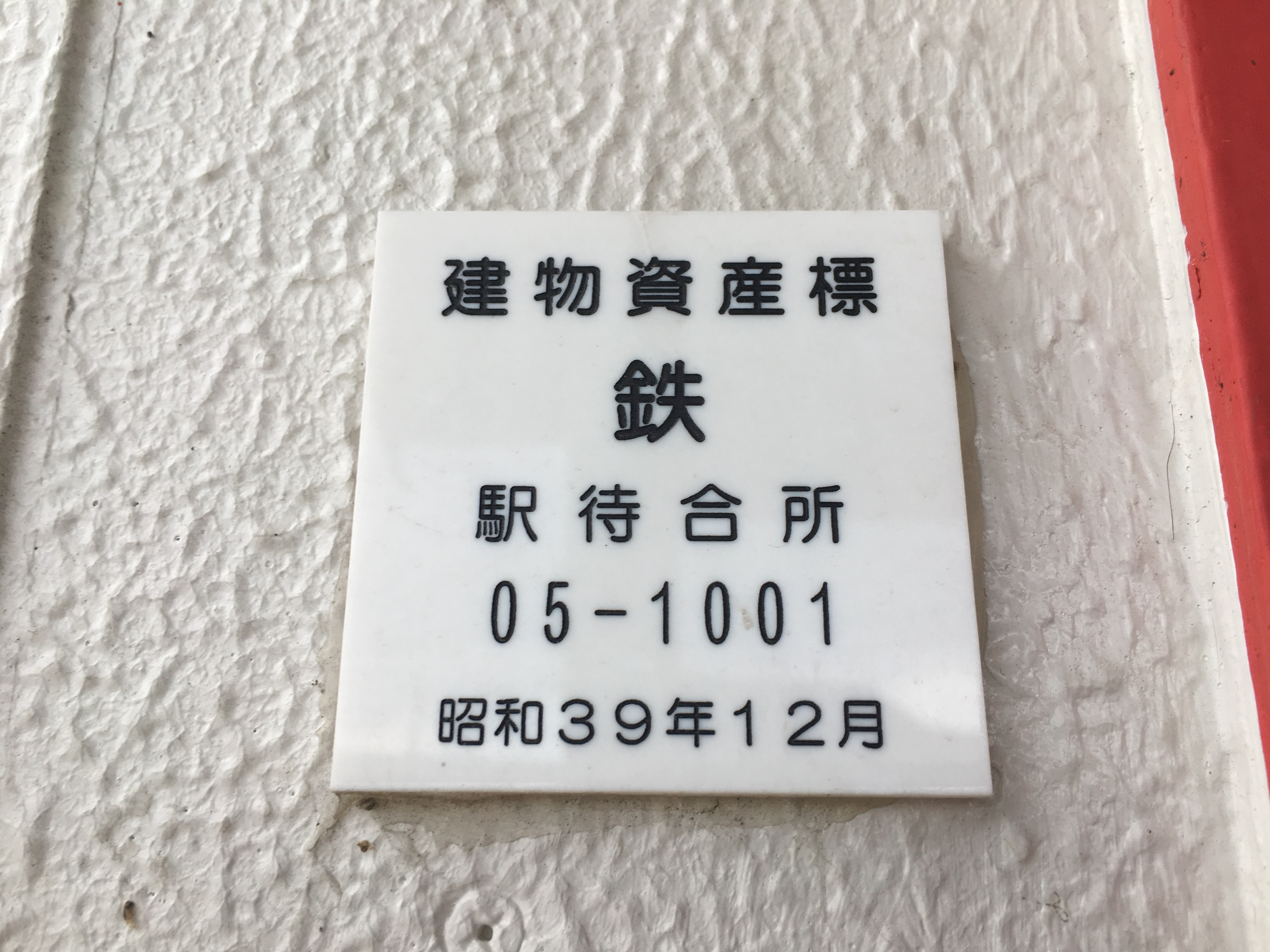
建物資産標
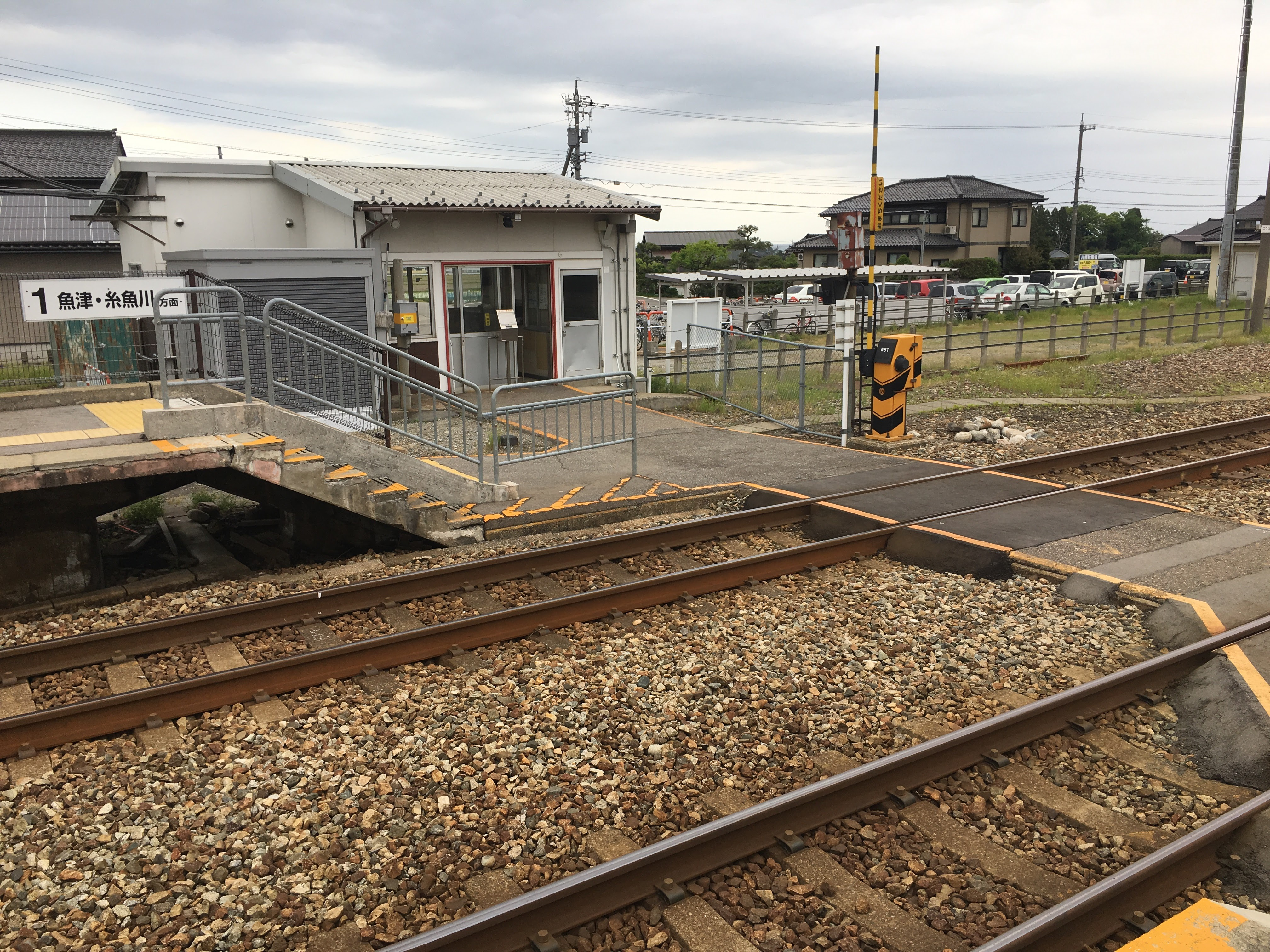
構内踏切
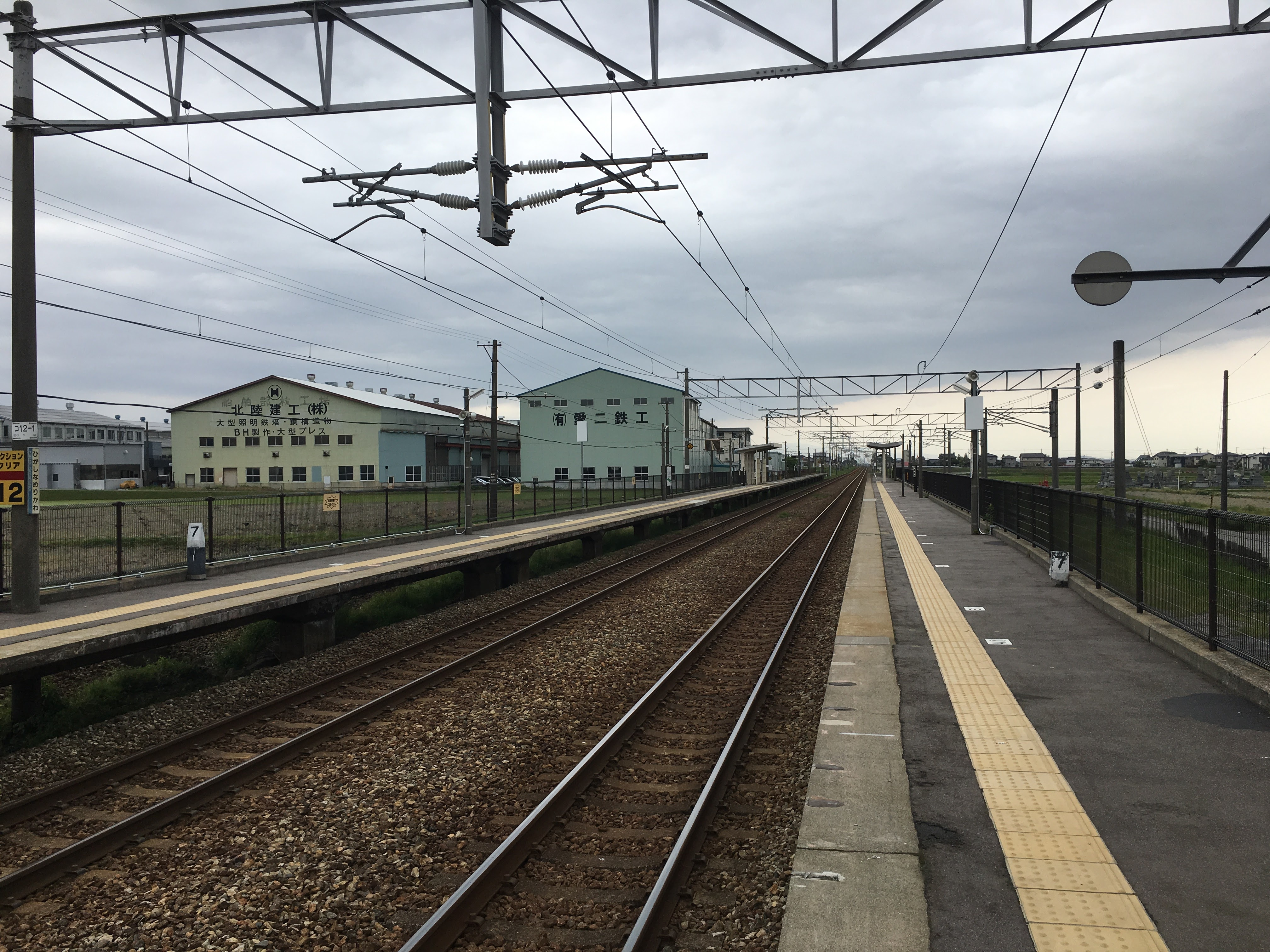
ホーム

### 到着メロディ
2017年（平成29年）3月の新旅客案内システム導入に伴い、滑川駅と共通で「滑川市の歌」のオルゴール調アレンジが到着メロディとして使用開始された。

## 利用状況
2020年（令和2年）度の1日平均乗車人員は148人である。
『富山県統計年鑑』及びあいの風とやま鉄道発表資料によると、近年の1日平均乗車人員は以下の通りである。
| 年度   | 1日平均 乗車人員 |
| ------ | ---------------- |
| 1995年 | 148              |
| 1996年 | 161              |
| 1997年 | 151              |
| 1998年 | 169              |
| 1999年 | 157              |
| 2000年 | 156              |
| 2001年 | 162              |
| 2002年 | 161              |
| 2003年 | 161              |
| 2004年 | 150              |
| 2005年 | 150              |
| 2006年 | 156              |
| 2007年 | 169              |
| 2008年 | 165              |
| 2009年 | 165              |
| 2010年 | 161              |
| 2011年 | 150              |
| 2012年 | 146              |
| 2013年 | 150              |
| 2014年 | 129              |
| 2015年 | 154              |
| 2016年 | 151              |
| 2017年 | 155              |
| 2018年 | 170              |
| 2019年 | 187              |
| 2020年 | 148              |

備考
1. ↑  2014年度は2015年3月13日までの計347日間を集計したデータ。

## 駅周辺
- 滑川工業団地
- 越中中村駅・早月加積駅 - 富山地方鉄道本線
- 神明社[23]

### バス路線
- 滑川市コミュニティバス「のる my car」 - 東滑川駅口[24]

## 隣の駅
あいの風とやま鉄道
■あいの風とやま鉄道線
滑川駅 - 東滑川駅 - 魚津駅